# Großer Preis von Österreich 2018

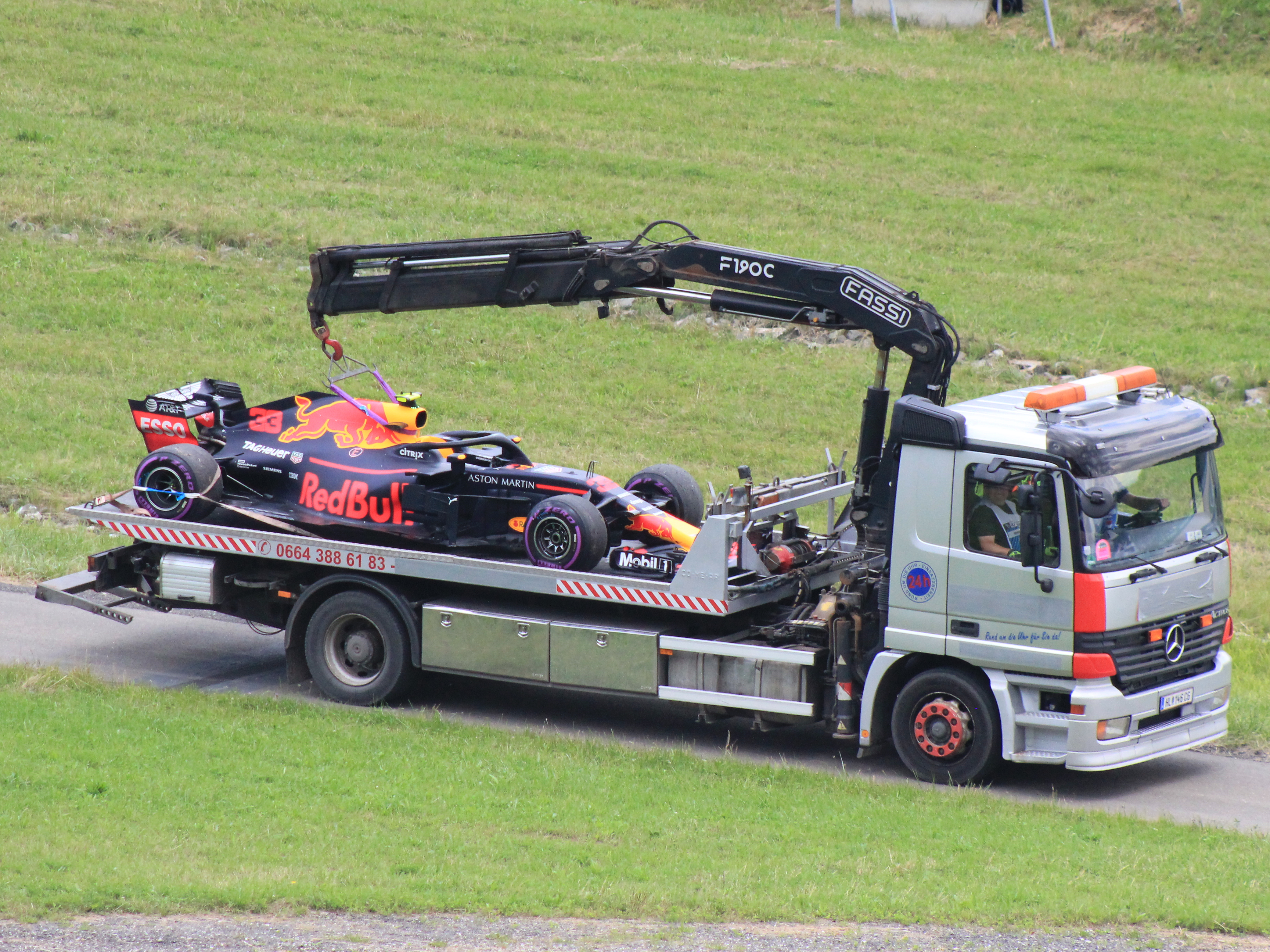
Verstappens Wagen blieb im dritten freien Training liegen

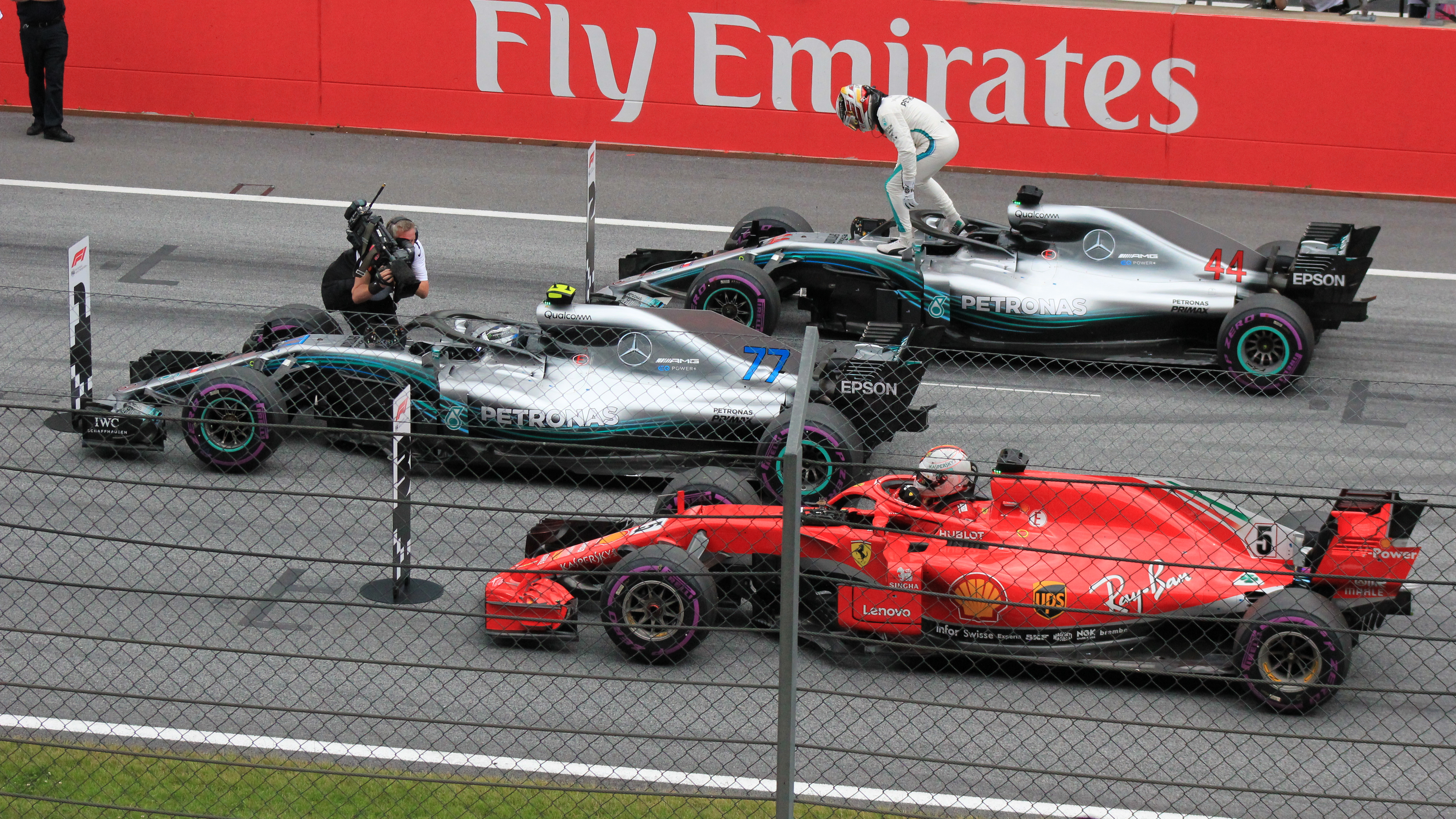
Die drei schnellsten Fahrer nach dem Qualifying

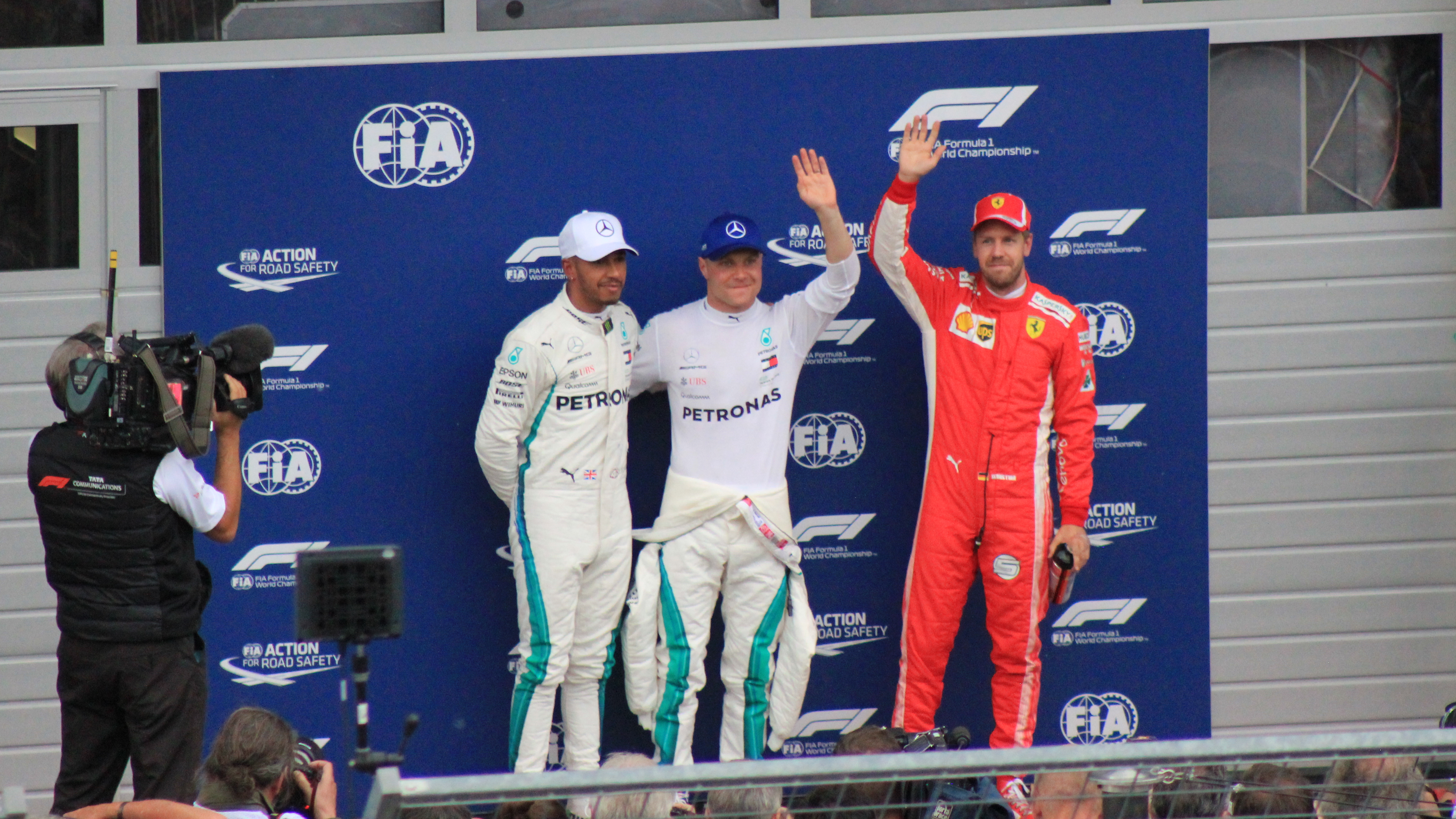
Bottas sichert sich vor Hamilton und Vettel die Pole-Position

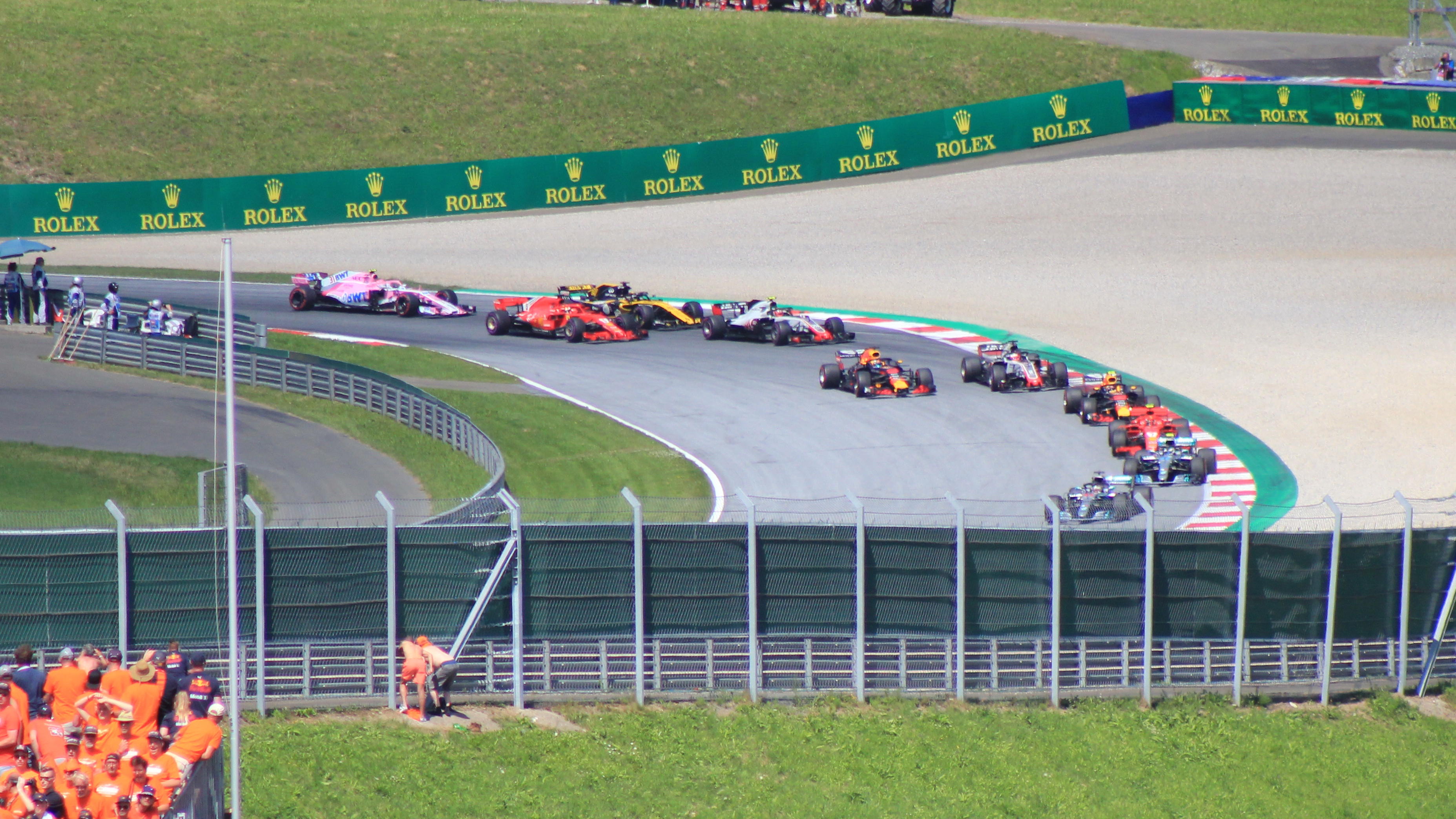
Die Einführungsrunde vor dem Rennstart

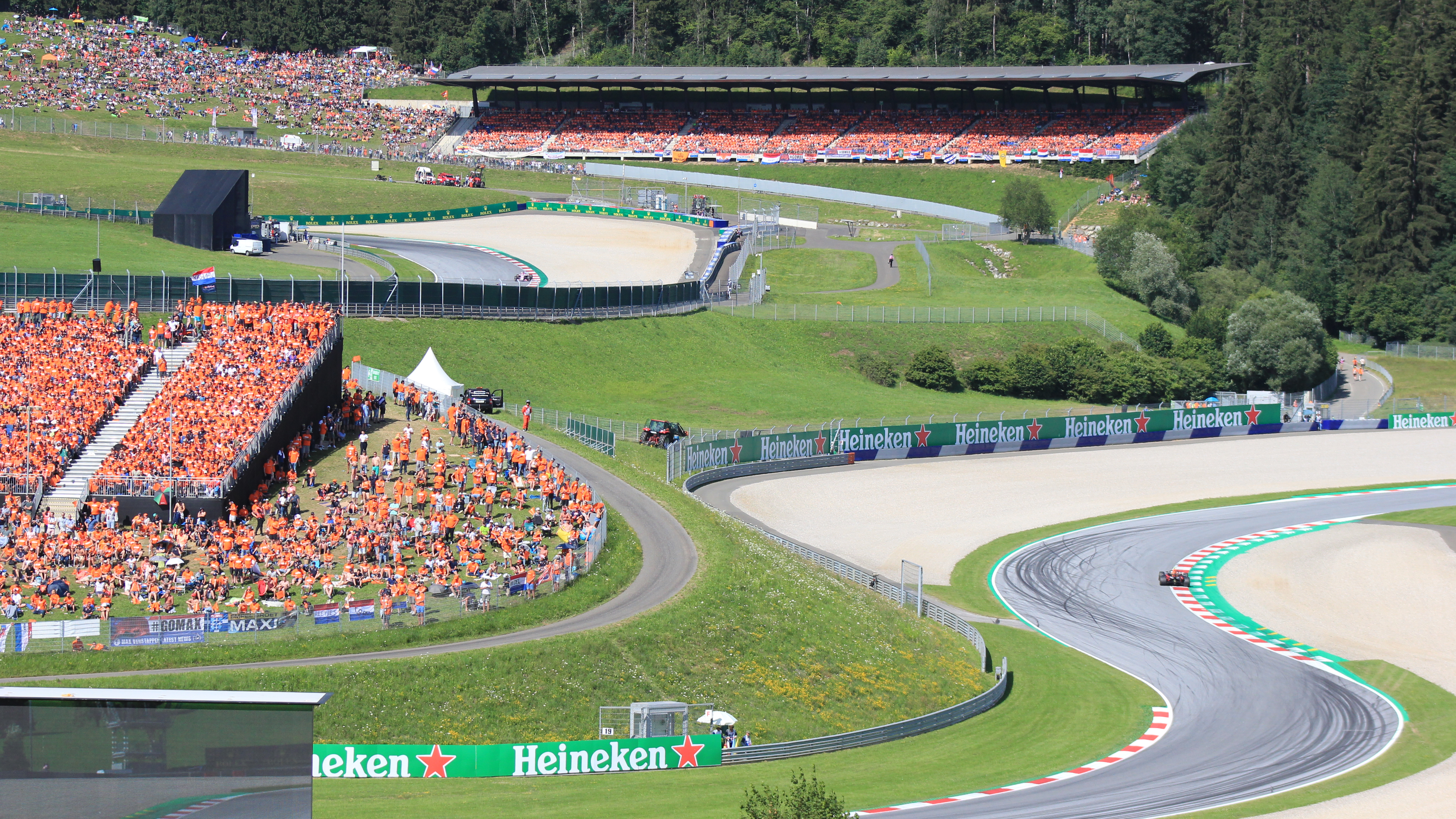
Verstappen in Führung liegend kurz vor dem Rennende

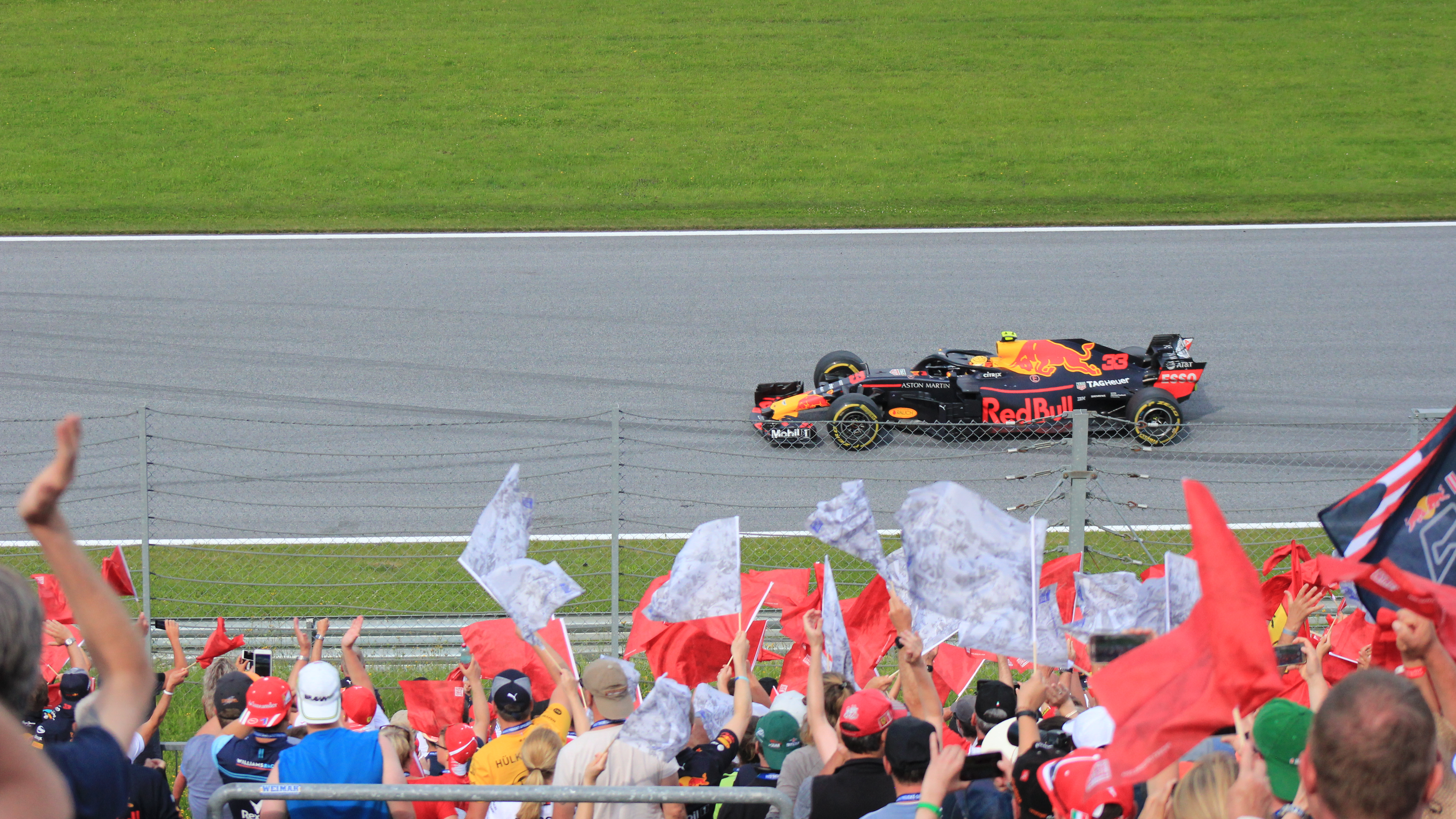
Verstappen gewinnt das Rennen

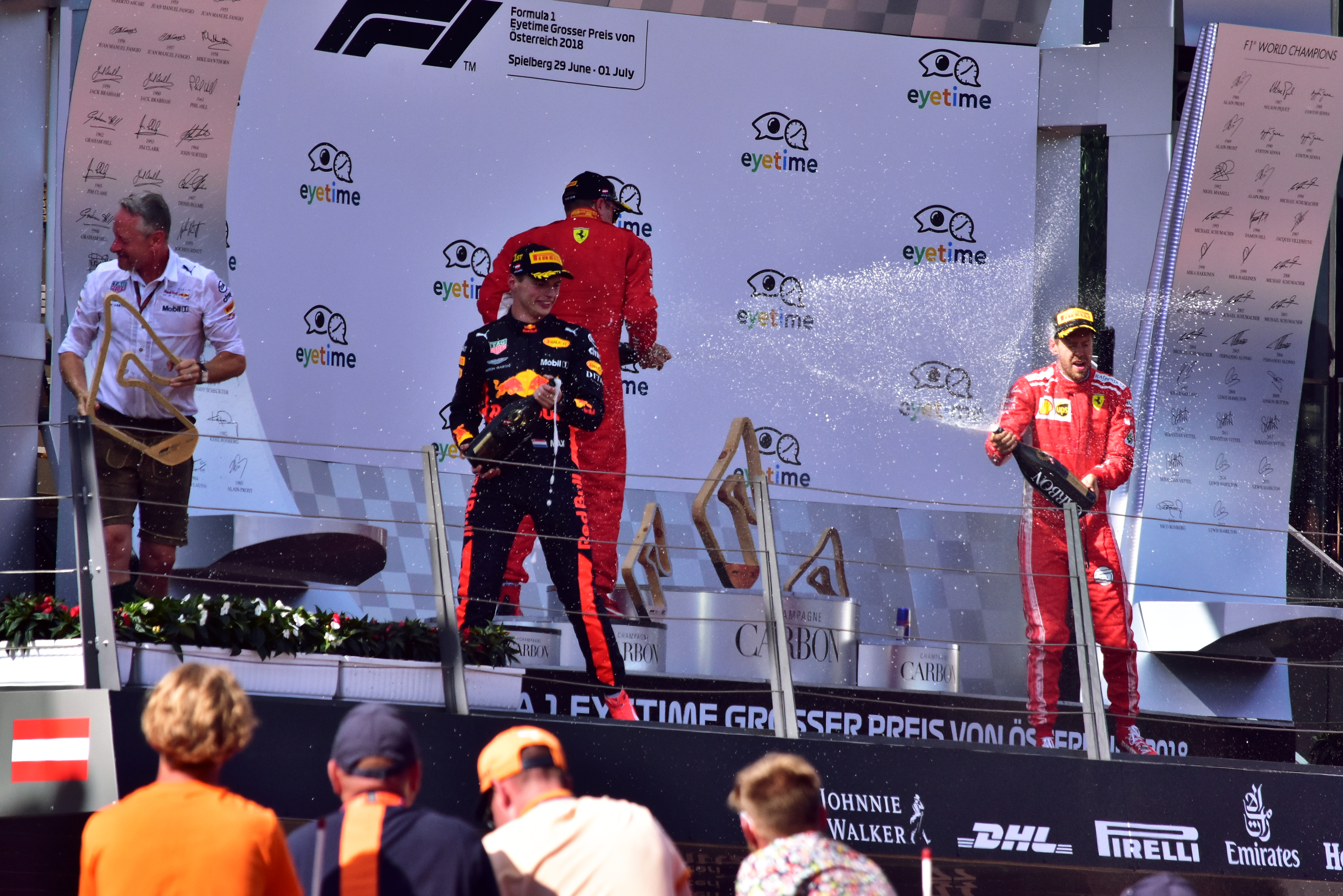
Das Podium nach dem Rennen mit Verstappen vor Räikkönen und Vettel

Der Große Preis von Österreich 2018 (offiziell Formula 1 Eyetime Grosser Preis von Österreich 2018) fand am 1. Juli auf dem Red Bull Ring in Spielberg statt und war das neunte Rennen der Formel-1-Weltmeisterschaft 2018.

## Bericht

### Hintergründe
Nach dem Großen Preis von Frankreich führte Lewis Hamilton in der Fahrerwertung mit 14 Punkten vor Sebastian Vettel und mit 49 Punkten vor Daniel Ricciardo. In der Konstrukteurswertung führte Mercedes mit 23 Punkten vor Ferrari und mit 73 Punkten vor Red Bull Racing.
Beim Großen Preis von Österreich stellte Pirelli den Fahrern die Reifenmischungen P Zero Soft (gelb), P Zero Supersoft (rot), P Zero Ultrasoft (violett) sowie für Nässe Cinturato Intermediates (grün) und Cinturato Full-Wets (blau) zur Verfügung.
Es gab im Vergleich zum Vorjahr zwei Änderungen an der Strecke, die aus Sicherheitsgründen vorgenommen wurden. Auf Wunsch der MotoGP wurde die Auslaufzone am linken Fahrbahnrand der Remus vergrößert. Außerdem wurde in der Schlossgold die Öffnung in der Streckenbegrenzung zur Bergung von liegengebliebenen Fahrzeugen weiter nach hinten verlegt.
Es gab erstmals auf dieser Strecke drei DRS-Zonen. Die erste, neu eingerichtete Zone begann 102 Meter nach der Castrol Edge, der Messpunkt dieser Zone befand sich auf der Start-Ziel-Geraden, 160 Meter vor der Kurve. Die zweite Zone begann genau 100 Meter nach der Remus, der Messpunkt lag 40 Meter vor dieser Kurve. Die dritte Zone befand sich auf der Start-Ziel-Geraden und begann 106 Meter nach der Red Bull Mobile, gemessen wurde der Abstand zwischen den Fahrzeugen 151 Meter vor der Kurve.
Marcus Ericsson (sieben), Romain Grosjean, Kevin Magnussen, Max Verstappen (jeweils fünf), Brendon Hartley, Sergei Sirotkin (jeweils vier), Kimi Räikkönen, Sergio Pérez, Stoffel Vandoorne (jeweils drei), Pierre Gasly, Nico Hülkenberg, Daniel Ricciardo, Vettel (jeweils zwei) und Lance Stroll (einer) gingen mit Strafpunkten ins Rennwochenende.
Mit Hamilton und Valtteri Bottas (jeweils einmal) traten zwei ehemalige Sieger zu diesem Grand Prix an.
Rennkommissare waren Silvia Bellot (ESP), Garry Connelly (AUS), Walter Jobst (AUT) und Derek Warwick (GBR).

### Training
Im ersten freien Training war Hamilton mit einer Rundenzeit von 1:04,839 Minuten Schnellster vor Bottas und Verstappen.
Im zweiten freien Training war Hamilton in 1:04,579 Minuten erneut Schnellster vor Bottas und Vettel. Das Training wurde nach einem Unfall von Gasly unterbrochen.
Vettel fuhr im dritten freien Training in 1:04,070 Minuten die Bestzeit vor Hamilton und Bottas.

### Qualifying
Das Qualifying bestand aus drei Teilen mit einer Nettolaufzeit von 45 Minuten. Im ersten Qualifying-Segment (Q1) hatten die Fahrer 18 Minuten Zeit, um sich für das Rennen zu qualifizieren. Alle Fahrer, die im ersten Abschnitt eine Zeit erzielten, die maximal 107 Prozent der schnellsten Rundenzeit betrug, qualifizierten sich für den Grand Prix. Die besten 15 Fahrer erreichten den nächsten Teil. Hamilton war Schnellster. Ericsson, Hartley, Sirotkin, Pérez und Vandoorne schieden aus.
Der zweite Abschnitt (Q2) dauerte 15 Minuten. Die schnellsten zehn Piloten qualifizierten sich für den dritten Teil des Qualifyings. Die Mercedes- und Red-Bull-Piloten fuhren ihre schnellste Runde auf der Supersoft-Mischung, alle übrigen auf Ultrasoft. Vettel war Schnellster. Stroll, Alonso, Charles Leclerc, Gasly und Esteban Ocon schieden aus.
Der finale Abschnitt (Q3) ging über eine Zeit von zwölf Minuten, in denen die ersten zehn Startpositionen vergeben wurden. Bottas fuhr mit einer Rundenzeit von 1:03,130 Minuten die Bestzeit vor Hamilton und Vettel. Es war die fünfte Pole-Position für Bottas in der Formel-1-Weltmeisterschaft und die schnellste auf dieser Rennstrecke jemals gemessene Rundenzeit.
Leclerc wurde wegen eines vorzeitigen Getriebewechsels um fünf Positionen nach hinten versetzt. Vettel wurde um drei Startplätze nach hinten versetzt, da er in Q2 Sainz jr. auf seiner schnellen Runde aufgehalten hatte. Alonso musste aus der Boxengasse starten, da nach dem Qualifying die MGU-K und der Frontflügel an seinem Wagen gewechselt wurden. Hartley wurde für die Verwendung des fünften Verbrennungsmotors, des fünften Turboladers, der fünften MGU-H und der vierten MGU-K in dieser Saison ans Ende des Feldes versetzt.

### Rennen
Hamilton und Räikkönen überholten am Start den von der Pole gestarteten Bottas. In Kurve eins fuhr Räikkönen durch die Auslaufzone, verlor dabei aber keine Positionen. Vettel fuhr ebenfalls durch die Auslaufzone und verlor dadurch zwei Plätze an Magnussen und Ricciardo. Bei der Anfahrt zu Kurve zwei ging Verstappen an Bottas vorbei. Räikkönen wollte in Kurve zwei außen an Hamilton vorbei, verbremste sich dabei jedoch, musste durch die Auslaufzone und verlor dabei knapp keine Position. Vandoorne kollidierte in Kurve zwei mit Gasly und beschädigte sich seinen Frontflügel. Durch den nötigen Stopp fiel er auf den letzten Platz zurück. In der Anfahrt auf Kurve drei ging Bottas im doppelten Windschatten von Verstappen und Räikkönen an beiden vorbei. Ricciardo überholte in Kurve drei innen Grosjean. In Kurve sechs überholte Verstappen dann noch Räikkönen.
Am Ende der ersten Runde führte Hamilton vor Bottas, Verstappen, Räikkönen, Ricciardo, Grosjean, Magnussen, Vettel, Hülkenberg und Ocon. In Runde zwei überholte Vettel Magnussen und ging eine Runde später auch an Grosjean vorbei.
Sainz jr. und Perez überholten zunächst Stroll und lagen auf den Plätzen 11 und 12 und schlossen auf Hülkenberg und Ocon auf. In Runde 12 meldete Hülkenberg einen Leistungsverlust in seinem Renault. Dieser resultierte in einem Motorschaden, wodurch er ausschied. Pérez überholte kurz daraufhin Sainz jr. für Platz 10.
In Runde 14 erlitt Bottas auf Platz zwei liegend einen Hydraulikschaden, wodurch er Getriebeprobleme erlitt. Dadurch schied er aus und brachte seinen Wagen in Kurve drei zum Stehen. Zur Bergung des Wagens schickte die Rennleitung das virtuelle Safety-Car auf die Strecke. Dieses nutzten beide Red-Bull und beide Ferrari-Piloten sowie Grosjean, Ocon und Sainz jr. um von Supersoft bzw. Ultrasoft auf Soft zu wechseln. Der Abstand zum nicht in die Box gefahrenen Hamilton auf Platz eins betrug für Verstappen 13 Sekunden. Dadurch wäre er bei einem Boxenstopp von Hamilton vor ihm. Auch Räikkönen und Ricciardo wären nach einem Stopp Hamiltons vor ihm. Vettel wäre mit 22 Sekunden Rückstand knapp hinter Hamilton. Zudem kam Vettel hinter Magnussen wieder auf die Strecke. Nach dem VSC Ende überholte Vettel direkt Magnussen. Ricciardo fuhr mit neuen Reifen die schnellste Runde und machte Druck auf Räikkönen.
In Runde 20 verbremste sich Räikkönen in Kurve zwei, wodurch Ricciardo aufschließen und im Windschatten mit DRS an Räikkönen vorbeiging. Während Vettel kontinuierlich weiter aufholte, ging Hamilton in Runde 26 an die Box und wechselte auf Soft. Er kam knapp vor Vettel wieder auf die Strecke. Der nun Führende Verstappen hatte danach vier Sekunden Vorsprung auf Ricciardo. Auf den weiteren Plätzen folgten Räikkönen, Hamilton, Vettel, Magnussen, Pérez, Grosjean, Ocon und Sainz jr. Vettel fuhr daraufhin die schnellste Runde.
Magnussen und Pérez kamen kurz darauf an die Box. Während Pérez hinter Sainz jr. wieder auf die Strecke kam, kam Magnussen vor Sainz jr. wieder auf die Strecke.
In Runde 34 meldete Räikkönen eine Blasenbildung bei Ricciardo, die bei ihm zu Traktionsproblemen führte. Sainz jr. musste danach erneut an die Box und kam auf Platz 17 wieder auf die Strecke. In Runde 38 attackierte Räikkönen dann Ricciardo in Kurve zwei, musste jedoch zurückstecken. In der Anfahrt zu Kurve drei ging er dann mit DRS außen an Ricciardo vorbei. Der kam daraufhin an die Box und wechselte auf Supersoft. Er kam auf Platz fünf vor Grosjean zurück zur Strecke.
In Runde 39 attackierte Vettel dann Hamilton und ging innen bei der Anfahrt zu Kurve zwei an Hamilton vorbei und setzte sich daraufhin ab. Auf Verstappen fehlten Räikkönen 7 Sekunden. Auch Hamilton hatte mit seinen Reifen Probleme und kam in Runde 53 erneut an die Box und wechselte auf Supersoft. Er kam auf Platz fünf hinter Ricciardo auf die Strecke zurück. Ricciardo schied eine Runde später allerdings aus. Auf Vettel fehlten Hamilton 22 Sekunden. Somit führte in der 54. Runde Verstappen vor Räikkönen, Vettel, Hamilton, Grosjean, Magnussen, Ocon, Pérez und Gasly und Hartley.
In Runde 56 schied Hartley auf Platz 10 liegend mit mechanischen Problemen aus. Leclerc rückte somit in die Punkte und er und Ericsson schlossen auf Gasly auf. In Runde 63 erlitt dann auch Hamilton einen Leistungsverlust und stellte sein Auto ab. Damit schied Hamilton zum ersten Mal seit dem Großen Preis von Malaysia 2016 aus. Räikkönen fuhr danach mehrfach die schnellste Runde und holte mehrere Sekunden auf Verstappen auf, der ebenfalls langsam Reifenprobleme erlitt. Vettel fuhr ebenfalls Rundenzeiten die Räikkönens ähnlich waren und holte auf Verstappen auf.
In Runde 65 ging Alonso an Gasly vorbei und zog auf Platz 8. Eine Runde später ging zunächst Leclerc in Kurve drei an Gasly vorbei und kurz daraufhin auch Ericsson. Räikkönen fuhr daraufhin mehrfach die schnellste Runde und einen neuen Streckenrekord und holte weiter auf Verstappen auf. Der Vorsprung fiel von 7 auf 1,5 Sekunden. Auch Vettels Vorsprung fiel von 9 auf 3 Sekunden. Ganz an Verstappen kamen sie aber nicht mehr ran.
Verstappen gewann das Rennen vor Räikkönen und Vettel. Verstappen gewann zum ersten Mal seit dem Großen Preis von Mexiko 2017 ein Rennen und Red Bull zum ersten Mal in Österreich. Die restlichen Punkteplatzierungen belegten mit bereits einer Rückstand Grosjean, Magnussen, Ocon, Pérez, Alonso, Leclerc und Ericsson. Zum ersten Mal seit dem Großen Preis von Monaco 2017 stand kein Mercedes-Fahrer auf dem Podium. Zum ersten Mal seit dem Großen Preis von Spanien 2016 schieden beide Mercedes-Fahrer aus und das erste Mal seit dem Großen Preis von Spanien 2017, dass Bottas nicht in die finale Wertung eines Rennens kam. Zudem war dies das erste Mal seit 2003, dass kein Mercedes in Österreich gewann, wobei zwischen 2004 und 2013 kein Großer Preis von Österreich stattfand. Für Vettel und Räikkönen war es der zweite Podiumsplatz in Österreich. Räikkönen fuhr zudem die 46. schnellste Rennrunde. Bis zum Großen Preis von Italien 2021 war der Große Preis von Österreich das letzte Mal, in dem Hamilton nicht ins Ziel kam. Bis dahin konnte Hamilton 61 Rennen beenden.
In der Gesamtwertung übernahm Vettel die Führung vor Hamilton und Räikkönen. In der Konstrukteurswertung führte Ferrari nun vor Mercedes und Red Bull Racing.

## Meldeliste
| Team                             | Nr. | Fahrer            | Chassis                       | Motor                         | Reifen |
| -------------------------------- | --- | ----------------- | ----------------------------- | ----------------------------- | ------ |
| Mercedes AMG Petronas Motorsport | 44  | Lewis Hamilton    | Mercedes-AMG F1 W09 EQ Power+ | Mercedes-AMG F1 M09 EQ Power+ | P      |
| Mercedes AMG Petronas Motorsport | 77  | Valtteri Bottas   | Mercedes-AMG F1 W09 EQ Power+ | Mercedes-AMG F1 M09 EQ Power+ | P      |
| Scuderia Ferrari                 | 05  | Sebastian Vettel  | Ferrari SF71H                 | Ferrari 062 EVO               | P      |
| Scuderia Ferrari                 | 07  | Kimi Räikkönen    | Ferrari SF71H                 | Ferrari 062 EVO               | P      |
| Aston Martin Red Bull Racing     | 03  | Daniel Ricciardo  | Red Bull Racing RB14          | TAG Heuer                     | P      |
| Aston Martin Red Bull Racing     | 33  | Max Verstappen    | Red Bull Racing RB14          | TAG Heuer                     | P      |
| Sahara Force India F1 Team       | 11  | Sergio Pérez      | Force India VJM11             | Mercedes-AMG F1 M09 EQ Power+ | P      |
| Sahara Force India F1 Team       | 31  | Esteban Ocon      | Force India VJM11             | Mercedes-AMG F1 M09 EQ Power+ | P      |
| Williams Martini Racing          | 18  | Lance Stroll      | Williams FW41                 | Mercedes-AMG F1 M09 EQ Power+ | P      |
| Williams Martini Racing          | 35  | Sergei Sirotkin   | Williams FW41                 | Mercedes-AMG F1 M09 EQ Power+ | P      |
| Williams Martini Racing          | 40  | Robert Kubica     | Williams FW41                 | Mercedes-AMG F1 M09 EQ Power+ | P      |
| Renault Sport F1 Team            | 27  | Nico Hülkenberg   | Renault R.S.18                | Renault R.E.18                | P      |
| Renault Sport F1 Team            | 55  | Carlos Sainz jr.  | Renault R.S.18                | Renault R.E.18                | P      |
| Red Bull Toro Rosso Honda        | 28  | Brendon Hartley   | Scuderia Toro Rosso STR13     | Honda RA618H                  | P      |
| Red Bull Toro Rosso Honda        | 10  | Pierre Gasly      | Scuderia Toro Rosso STR13     | Honda RA618H                  | P      |
| Haas F1 Team                     | 08  | Romain Grosjean   | Haas VF-18                    | Ferrari 062 EVO               | P      |
| Haas F1 Team                     | 20  | Kevin Magnussen   | Haas VF-18                    | Ferrari 062 EVO               | P      |
| McLaren F1 Team                  | 14  | Fernando Alonso   | McLaren MCL33                 | Renault R.E.18                | P      |
| McLaren F1 Team                  | 02  | Stoffel Vandoorne | McLaren MCL33                 | Renault R.E.18                | P      |
| Alfa Romeo Sauber F1 Team        | 09  | Marcus Ericsson   | Sauber C37                    | Ferrari 062 EVO               | P      |
| Alfa Romeo Sauber F1 Team        | 16  | Charles Leclerc   | Sauber C37                    | Ferrari 062 EVO               | P      |

Anmerkungen
1. 1 2  Der Williams mit der Startnummer 40 wurde im ersten freien Training für Kubica eingesetzt. Sirotkin übernahm das Fahrzeug anschließend für das restliche Rennwochenende mit seiner Startnummer 35.

## Klassifikationen

### Qualifying
| Pos.                                                                      | Fahrer            | Konstrukteur              | Q1       | Q2       | Q3       | Start |
| ------------------------------------------------------------------------- | ----------------- | ------------------------- | -------- | -------- | -------- | ----- |
| 01                                                                        | Valtteri Bottas   | Mercedes                  | 1:04,175 | 1:03,756 | 1:03,130 | 01    |
| 02                                                                        | Lewis Hamilton    | Mercedes                  | 1:04,080 | 1:03,577 | 1:03,149 | 02    |
| 03                                                                        | Sebastian Vettel  | Ferrari                   | 1:04,347 | 1:03,544 | 1:03,464 | 06    |
| 04                                                                        | Kimi Räikkönen    | Ferrari                   | 1:04,234 | 1:03,975 | 1:03,660 | 03    |
| 05                                                                        | Max Verstappen    | Red Bull Racing-TAG Heuer | 1:04,273 | 1:04,001 | 1:03,840 | 04    |
| 06                                                                        | Romain Grosjean   | Haas-Ferrari              | 1:04,242 | 1:04,059 | 1:03,892 | 05    |
| 07                                                                        | Daniel Ricciardo  | Red Bull Racing-TAG Heuer | 1:04,723 | 1:04,403 | 1:03,996 | 07    |
| 08                                                                        | Kevin Magnussen   | Haas-Ferrari              | 1:04,460 | 1:04,291 | 1:04,051 | 08    |
| 09                                                                        | Carlos Sainz jr.  | Renault                   | 1:04,948 | 1:04,561 | 1:04,724 | 09    |
| 10                                                                        | Nico Hülkenberg   | Renault                   | 1:04,864 | 1:04,676 | 1:05,019 | 10    |
| 11                                                                        | Esteban Ocon      | Force India-Mercedes      | 1:05,148 | 1:04,845 | –        | 11    |
| 12                                                                        | Pierre Gasly      | Scuderia Toro Rosso-Honda | 1:05,011 | 1:04,874 | –        | 12    |
| 13                                                                        | Charles Leclerc   | Sauber-Ferrari            | 1:04,967 | 1:04,979 | –        | 17    |
| 14                                                                        | Fernando Alonso   | McLaren-Renault           | 1:04,965 | 1:05,058 | –        | Box   |
| 15                                                                        | Lance Stroll      | Williams-Mercedes         | 1:05,264 | 1:05,286 | –        | 13    |
| 16                                                                        | Stoffel Vandoorne | McLaren-Renault           | 1:05,271 | –        | –        | 14    |
| 17                                                                        | Sergio Pérez      | Force India-Mercedes      | 1:05,279 | –        | –        | 15    |
| 18                                                                        | Sergei Sirotkin   | Williams-Mercedes         | 1:05,322 | –        | –        | 16    |
| 19                                                                        | Brendon Hartley   | Scuderia Toro Rosso-Honda | 1:05,366 | –        | –        | 19    |
| 20                                                                        | Marcus Ericsson   | Sauber-Ferrari            | 1:05,479 | –        | –        | 18    |
| 107-Prozent-Zeit: 1:08,566 min (bezogen auf Q1-Bestzeit von 1:04,080 min) |                   |                           |          |          |          |       |

Anmerkungen
1. ↑  Vettel wurde um drei Startplätze nach hinten versetzt, weil er Sainz jr. im Qualifying behindert hatte.
2. ↑  Leclerc wurde wegen eines vorzeitigen Getriebewechsels um fünf Startplätze nach hinten versetzt.
3. ↑  Alonso musste aus der Boxengasse starten, da nach dem Qualifying die MGU-K und der Frontflügel an seinem Wagen gewechselt wurden.
4. ↑  Hartley wurde für die Verwendung des fünften Verbrennungsmotors, des fünften Turboladers, der fünften MGU-H und der vierten MGU-K in dieser Saison ans Ende des Feldes versetzt.

### Rennen
| Pos. | Fahrer            | Konstrukteur              | Runden | Stopps | Zeit        | Start | Schnellste Runde |
| ---- | ----------------- | ------------------------- | ------ | ------ | ----------- | ----- | ---------------- |
| 01   | Max Verstappen    | Red Bull Racing-TAG Heuer | 71     | 1      | 1:21:56,024 | 04    | 1:07,241 (70.)   |
| 02   | Kimi Räikkönen    | Ferrari                   | 71     | 1      | + 1,504     | 03    | 1:06,957 (71.)   |
| 03   | Sebastian Vettel  | Ferrari                   | 71     | 1      | + 3,181     | 06    | 1:07,082 (67.)   |
| 04   | Romain Grosjean   | Haas-Ferrari              | 70     | 1      | + 1 Runde   | 05    | 1:09,071 (17.)   |
| 05   | Kevin Magnussen   | Haas-Ferrari              | 70     | 1      | + 1 Runde   | 08    | 1:08,476 (70.)   |
| 06   | Esteban Ocon      | Force India-Mercedes      | 70     | 1      | + 1 Runde   | 11    | 1:08,850 (64.)   |
| 07   | Sergio Pérez      | Force India-Mercedes      | 70     | 1      | + 1 Runde   | 15    | 1:08,504 (66.)   |
| 08   | Fernando Alonso   | McLaren-Renault           | 70     | 1      | + 1 Runde   | Box   | 1:08,661 (69.)   |
| 09   | Charles Leclerc   | Sauber-Ferrari            | 70     | 1      | + 1 Runde   | 17    | 1:09,006 (68.)   |
| 10   | Marcus Ericsson   | Sauber-Ferrari            | 70     | 1      | + 1 Runde   | 18    | 1:08,216 (67.)   |
| 11   | Pierre Gasly      | Scuderia Toro Rosso-Honda | 70     | 1      | + 1 Runde   | 12    | 1:09,295 (38.)   |
| 12   | Carlos Sainz jr.  | Renault                   | 70     | 2      | + 1 Runde   | 09    | 1:08,766 (37.)   |
| 13   | Sergei Sirotkin   | Williams-Mercedes         | 69     | 2      | + 2 Runden  | 16    | 1:08,971 (64.)   |
| 14   | Lance Stroll      | Williams-Mercedes         | 69     | 2      | + 2 Runden  | 13    | 1:09,203 (68.)   |
| 15   | Stoffel Vandoorne | McLaren-Renault           | 65     | 2      | DNF         | 14    | 1:08,894 (63.)   |
| –    | Lewis Hamilton    | Mercedes                  | 62     | 2      | DNF         | 02    | 1:07,241 (58.)   |
| –    | Brendon Hartley   | Scuderia Toro Rosso-Honda | 54     | 0      | DNF         | 19    | 1:09,171 (42.)   |
| –    | Daniel Ricciardo  | Red Bull Racing-TAG Heuer | 53     | 2      | DNF         | 07    | 1:07,591 (46.)   |
| –    | Valtteri Bottas   | Mercedes                  | 13     | 0      | DNF         | 01    | 1:09,044 (12.)   |
| –    | Nico Hülkenberg   | Renault                   | 11     | 0      | DNF         | 10    | 1:10,380 (07.)   |

Anmerkungen
1. ↑  Stroll erhielt eine Zeitstrafe von zehn Sekunden für das Ignorieren blauer Flaggen.

## WM-Stände nach dem Rennen
Die ersten zehn des Rennens bekamen 25, 18, 15, 12, 10, 8, 6, 4, 2 bzw. 1 Punkt(e).

### Fahrerwertung
| Pos. | Fahrer           | Konstrukteur              | Punkte |
| ---- | ---------------- | ------------------------- | ------ |
| 01   | Sebastian Vettel | Ferrari                   | 146    |
| 02   | Lewis Hamilton   | Mercedes                  | 145    |
| 03   | Kimi Räikkönen   | Ferrari                   | 101    |
| 04   | Daniel Ricciardo | Red Bull Racing-TAG Heuer | 96     |
| 05   | Max Verstappen   | Red Bull Racing-TAG Heuer | 93     |
| 06   | Valtteri Bottas  | Mercedes                  | 92     |
| 07   | Kevin Magnussen  | Haas-Ferrari              | 37     |
| 08   | Fernando Alonso  | McLaren-Renault           | 36     |
| 09   | Nico Hülkenberg  | Renault                   | 34     |
| 10   | Carlos Sainz jr. | Renault                   | 28     |

| Pos. | Fahrer            | Konstrukteur              | Punkte |
| ---- | ----------------- | ------------------------- | ------ |
| 11   | Sergio Pérez      | Force India-Mercedes      | 23     |
| 12   | Esteban Ocon      | Force India-Mercedes      | 19     |
| 13   | Pierre Gasly      | Scuderia Toro Rosso-Honda | 18     |
| 14   | Charles Leclerc   | Sauber-Ferrari            | 13     |
| 15   | Romain Grosjean   | Haas-Ferrari              | 12     |
| 16   | Stoffel Vandoorne | McLaren-Renault           | 8      |
| 17   | Lance Stroll      | Williams-Mercedes         | 4      |
| 18   | Marcus Ericsson   | Sauber-Ferrari            | 3      |
| 19   | Brendon Hartley   | Scuderia Toro Rosso-Honda | 1      |
| 20   | Sergei Sirotkin   | Williams-Mercedes         | 0      |

### Konstrukteurswertung
| Pos. | Konstrukteur              | Punkte |
| ---- | ------------------------- | ------ |
| 1    | Ferrari                   | 247    |
| 2    | Mercedes                  | 237    |
| 3    | Red Bull Racing-TAG Heuer | 189    |
| 4    | Renault                   | 62     |
| 5    | Haas-Ferrari              | 49     |

| Pos. | Konstrukteur              | Punkte |
| ---- | ------------------------- | ------ |
| 06   | McLaren-Renault           | 44     |
| 07   | Force India-Mercedes      | 42     |
| 08   | Scuderia Toro Rosso-Honda | 19     |
| 09   | Sauber-Ferrari            | 16     |
| 10   | Williams-Mercedes         | 4      |